# Земетресение в Сантяго (1985)
Земетресението в Сантяго де Чили през 1985 година е сеизмично раздвижване на земните пластове на 3 март 1985 г. в 22:47 UTC (19:47 местно време).
Епицентърът на земетресението се намира на южните брегове на регион Валпараисо. Магнитудът му е 8 по скалата на Рихтер.
Земетресението е усетено между регионите Антофагаста на север и Араукания на юг. Достига интензитет XI по скалата на Меркали-Канкани-Зиберг. Най-силно засегнати са пристанището Сан Антонио в регион Валпараисо и град Ринго в регион О'Хигинс. С голяма сила е усетено и в столицата на страната Сантяго де Чили, където живее приблизително 40% от населението на страната.
Резултатът от земетресението е: 177 жертви, 2575 ранени, 142 489 унищожени сгради и около 1 милион останали без дом. Пострадали са и някои забележителности, като Панамериканската магистрала, няколко паднали мостове и като цяло щети върху инфраструктурата на региона. Щетите се оценяват на повече от 1046 млн.